# Alex Krycek
Alex Krycek es un personaje ficticio, interpretado por Nicholas Lea en la serie de televisión The X-Files. Es estadounidense, de padres inmigrantes rusos (aunque el apellido suena a checo) y por tanto habla ruso con fluidez.

## Perfil del personaje
Su primera aparición en la serie fue en la segunda temporada, en el episodio "Sleepless", donde Krycek, un joven agente del FBI es asignado a una investigación como compañero temporal de Fox Mulder. Krycek procede a trabajar con él, e intenta ganar su confianza.
No obstante, más adelante se hace evidente que Krycek es realmente un agente encubierto trabajando para el Fumador. Krycek juega un papel importante en varios eventos que afectan directamente a Mulder y Scully: 
- Participó en el rapto de Scully. ("Ascension" (2x06))
- Fue uno de los dos asesinos del padre de Mulder. ("Anasazi" (2x25))
- Colaboró en el asesinato de la hermana de Scully, aunque no fue el autor material.

Krycek también ataca al Director Adjunto Walter Skinner para obtener una cinta digital, que contiene archivos secretos del gobierno, con información acerca de presencia de vida extraterrestre (Majestic 12). 
El Fumador intenta eliminar a Krycek con un coche bomba para asegurarse de que la cinta es destruida, pero él lo descubre y logra escapar.
Durante su viaje con Mulder a Rusia, en el episodio '"Tunguska" (4x08), son apresados, y llevados a un gulag, para ser utilizados como sujetos de prueba en experimentos con Cáncer Negro. Para Krycek el cautiverio dura poco tiempo, ya que conoce a quienes están al mando allí. Cuando Mulder logra escapar, Krycek acaba perdido en un bosque donde encuentra a algunos habitantes de la zona poco contentos con los responsables de los trabajos forzados y la experimentación del gulag. Cuando cae la noche deciden cortarle el brazo izquierdo para salvarle de ser contagiado con el cáncer negro.
A medida que avanza la serie, observamos que Krycek no se mantiene fiel a nadie, sino que traicionará a sus mayores aliados si le beneficia de algún modo. Así, podremos verle del lado de Mulder, el Fumador o el mejor postor. Trata de asesinar a Skinner con un virus compuesto de nanotecnología, pero fracasa y termina recluido en una prisión de Túnez cuando el Fumador descubre que ha estado utilizando tecnología extraterrestre.
En el último episodio de la séptima temporada ("Requiem" (7x22)), Krycek asesina al Fumador, que está muy enfermo en una silla de ruedas, tirándolo por las escaleras. Mulder es raptado por extraterrestres en ese mismo capítulo.
Durante la octava temporada Mulder es devuelto en estado moribundo. Krycek propone a Skinner asesinar al hijo de Scully a cambio de una cura para Mulder. Skinner rechaza y Krycek debe pelear con el agente John Doggett antes de huir.
En el último episodio de la octava temporada ("Existence" (8x21)), trata de asesinar a Mulder pero termina dudando y Skinner le dispara una bala entre los ojos que acaba con su vida.
Tiene un breve papel en el episodio final de la serie ("The Truth" (9x19)). Se le aparece a Mulder como un fantasma para ayudarle a escapar de una base militar.

## Apariciones
Krycek no aparece en la película de la serie The X-Files: Fight the Future pero aparece en los siguientes episodios:
- 1x14 - Genderbender (Nicholas Lea interpreta un personaje llamado Michael, Krycek no aparece en la primera temporada)
- 2x04 - Sleepless
- 2x05 - Duane Barry
- 2x06 - Ascensión
- 2x25 - Anasazi
- 3x01 - The Blessing Way
- 3x02 - Paper Clip
- 3x15 - Piper Maru
- 3x16 - Apocrypha
- 4x08 - Tunguska
- 4x09 - Terma
- 5x13 - Patient X
- 5x14 - The Red and the Black
- 5x20 - The End
- 6x09 - S.R. 819
- 6x11 - Two Fathers
- 6x12 - One Son
- 6x22 - Biogenesis
- 7x02 - The Sixth Extinction II: Amor Fati
- 7x22 - Requiem
- 8x15 - DeadAlive
- 8x20 - Essence
- 8x21 - Existence
- 9x19 - The Truth (Final de la Serie)

- Datos: Q2722254